# Капучинатор

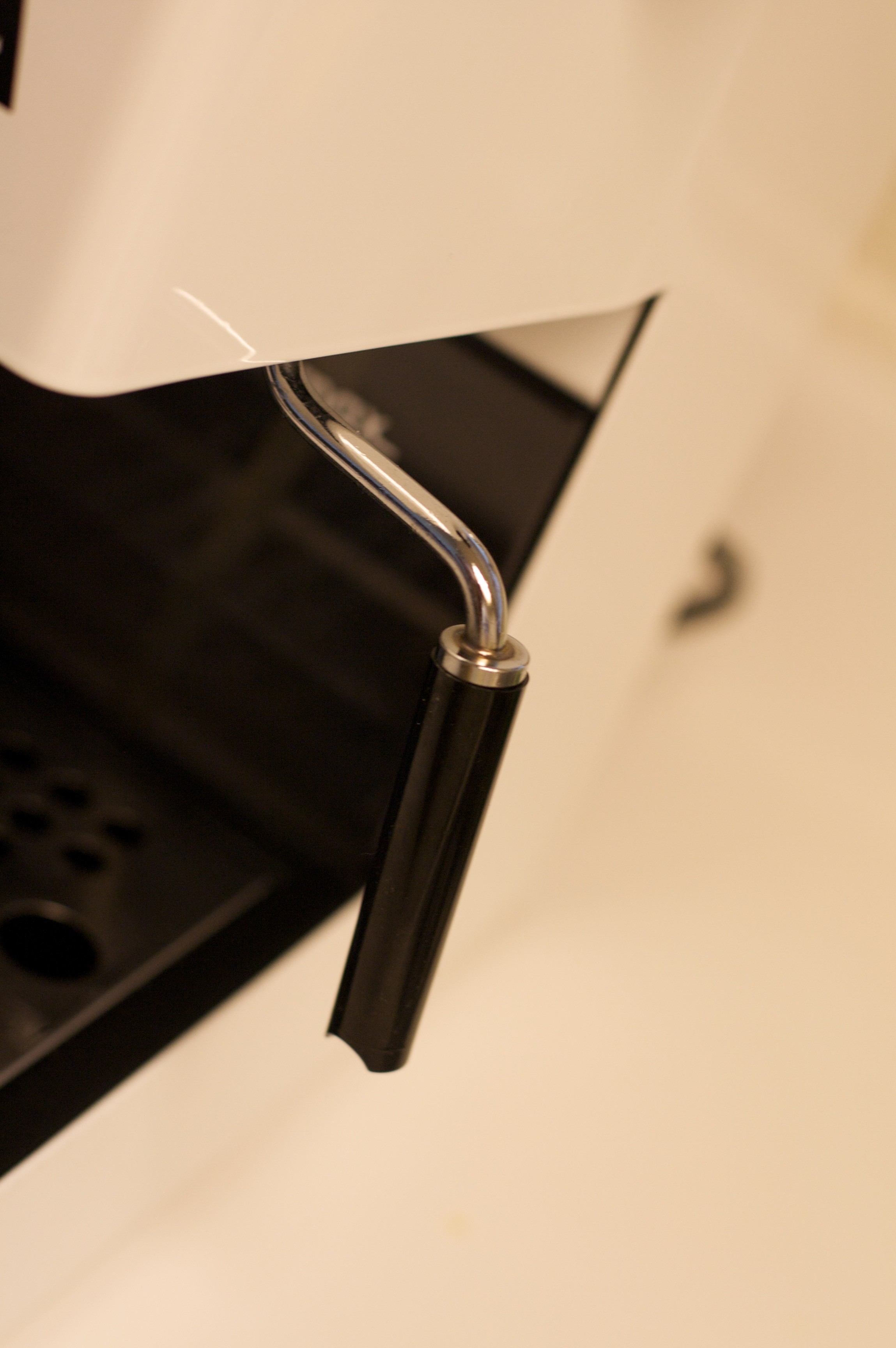
Стимер

Капучина́тор — пристрій для емульгування молока (збивання пінки) для приготування напоїв на базі еспресо: капучино, лате, лате-мак'ято.
Капучинатори можуть базуватися на двох технологіях: паровий капучинатор (стимер) і механічний капучинатор.

## Стимер
Стимер (англ. steam — пар) — насадка, яка приєднується до парової трубки кавомашини. Принцип роботи заснований на найпростішій конструкції пульверизатора, з допомогою якого пара змішується з молоком. Капучинатори поділяються на автоматичні (автокапучинатор) і механічні (панарелло). Різниця між ними полягає в наявності у автоматичного капучинатора регулювання зазору отвору, через який подається молоко. Крім того, автоматичний капучинатор має трубку, яка опускається в ємність з молоком. З цієї ємності, через перепад тиску в камерах пульверизатора, що створюється швидким рухом пари, молоко затягується в капучинатор, де змішується з парою.

## Механічний капучинатор
У механічному капучинаторі молоко спінюється віничком в окремій ємності для збивання молока — «пітчері», а отриману пінку переміщують в чашку самостійно. Конструктивно механічні капучинатори поділяються на дві групи, котрі відрізняються за будовою:
- віничок і чаша є одним пристроєм (віничок може вийматися для миття), в якому може відбуватися збивання молока з підігрівом, без підігріву або просто підігрів без збивання; в такому капучинаторі віничок може приводитися в рух електродвигуном, розташованим в основі капучинатора, або електромагнітним приводом (в цьому випадку віничок вільно плаває в ємності).
- віничок знаходиться на пристрої, подібному до зануреного блендера і в якості чаші може використовуватися будь-яка відповідна ємність.